# Lingua cabarda
La lingua cabarda o cabardina (nome nativo: Къэбэрдеибзэ, Qăbărdeibză; in russo: кабардино-черкесский язык, kabardino-čerkesskij jazyk), nota anche come circasso orientale, è una lingua caucasica nordoccidentale, strettamente imparentata con la lingua adighè. Viene parlata principalmente nelle repubbliche russe di Cabardino-Balcaria e Karačaj-Circassia (i territori nativi) e in Turchia e Medio Oriente (come effetto dell'estesa diaspora del dopoguerra).
Come gli altri membri della sua famiglia, il cabardo è caratterizzato da un inventorio consonantico molto grande, che contrasta con un inventorio vocalico minimale. Ha infatti 47 consonanti (48 se si include [h] fra i fonemi), di cui 22 fricative, e appena 2 vocali. È una della poche lingue a possedere una chiara distinzione fonemica tra eiettive affricate ed eiettive fricative.
La lingua cabarda ha due dialetti principali: cabardo e besleney. Alcuni linguisti ipotizzano che il cabardo sia soltanto un dialetto di un comprensivo adigo o lingua circassa che è costituito da tutti i dialetti adighè e cabardi messi insieme, e i cabardi stessi spesso si riferiscono alla loro lingua usando il termine cabardo adəgabză ("lingua adighè"). Molti linguisti, incluso Georges Dumézil, hanno usato i termini circasso orientale (cabardo) e circasso occidentale (adighè) in modo da evitare questa confusione, ma sia "circasso" che "cabardo" possono ancora essere trovati nella letteratura linguistica. Ci sono molte differenze fonetiche e lessicali che creano una separazione ragionevolmente ben definita tra dialetti circassi orientali e occidentali, ma il grado di mutua intelligibilità non è stato ancora determinato. La faccenda è anche complicata alquanto dall'esistenza del besleney, che è di solito considerato un dialetto cabardo, ma che condivide anche un grande numero di caratteristiche con alcuni dialetti adighè.
Il cabardo è scritto in una variante dell'alfabeto cirillico, e come tutte le lingue caucasiche nord-occidentali, possiede un sistema verbale estremamente complesso. È inoltre una lingua ergativa.
Fin dal 2004, la TRT (la televisione di stato turca) ha mantenuto un programma della durata di mezz'ora alla settimana in terek, dialetto del cabardo.

## Distribuzione geografica
Secondo Ethnologue il cabardo è diffuso soprattutto nella Federazione Russa, dove si registrano 520.000 locutori nelle repubbliche autonome di Cabardino-Balcaria e Karačaj-Circassia, e in Turchia, dove risulta parlato da 1 milione di persone. L'idioma è attestato anche in Germania, Giordania, Siria e Stati Uniti d'America per un totale di oltre 1.600.000 locutori.

## Fonologia

### Vocali
Il sistema vocalico del cabardo è molto semplice (ci sono soltanto tre fonemi vocalici). Le tre vocali sono /ə/, /a/ e /aː/.
Ci sono anche tre semivocali: /j/ (<й>), /w/ (<у>) e /ɥ/.
La vocale /o/ appare in alcuni prestiti linguistici, spesso pronunciata /aw/.
Il dittongo /aw/ viene pronunciato /oː/ in alcuni dialetti. Inoltre, /jə/ può essere realizzato come /iː/, /wə/ come /uː/ e /aj/ come /eː/. Questa monottongazione non si verifica in tutti i dialetti.
La /aː/ è la sola vocale che si realizza inizialmente nelle parole native.

## Ortografia

### Vocali
Le vocali sono scritte come <ы> /ə/, <э> /a/ e <а> /aː/.
Altre lettere rappresentano dittonghi: <я> rappresenta /jaː/, <и> /jə/, <о> /aw/ o /wa/, <ю> /ɥə/ e <е> rappresenta <aj> o <ja>.

## Grammatica

### Sostantivi
Il sistema nominale del cabardo è abbastanza semplice se comparato ad altre lingue caucasiche.

#### Numero
Ci sono due numeri: singolare e plurale. Il plurale viene formato aggiungendo -хэ (-xa) al verbo. La desinenza plurale è opzionale (cioè, viene usata soltanto quando il parlante vuole enfatizzare il fatto che il sostantivo sia plurale).
Molti sostantivi comuni sono singolari o plurali (vale a dire che hanno una forma che è singolare o plurale). Esempi riguardo a questi includono сабњй (sābəy) bambino/bambini e ѕӀыху (ts'әxʷ) donna/donne. La forma plurale del verbo è sempre usata quando un sostantivo è plurale, anche se esso non prende una desinenza plurale.
I nomi possono essere 'pluralizzati' aggiungendo la posposizione сымэ (səma) dopo il nome (per es. Тымэс сымэ) Thomas e altri. Questo viene chiamato plurale associativo.
In modo simile all'italiano per es, o all'inglese, ci sono gli uncountable (non-numerabili). In cabardo, essi prendono la forma singolare del verbo. шэ (ça), latte, è un esempio di un sostantivo non-numerabile.

#### Caso
Ci sono quattro casi: ergativo, nominativo, strumentale e avverbiale. Essi sono formati:
| Caso        | Desinenza  | Esempio       |
| ----------- | ---------- | ------------- |
| Nominativo  | -р -r      | дзэр dzar     |
| Ergativo    | -м -m      | дзэм dzam     |
| Strumentale | -kӀэ -cç'a | дзэkӀэ dzacça |
| Avverbiale  | -уэ -wa    | дзэуэ dzawa   |

##### Nominativo
Il caso nominativo segna il soggetto di un verbo intransitivo e l'oggetto di un verbo transitivo (vale a dire che marca il sostantivo con il più basso macroruolo nella posizione).

##### Ergativo
Il caso ergativo viene utilizzato per segnare ogni cosa non segnata da altri casi, tali come il soggetto di un verbo transitivo, la forma del sostantivo che viene utilizzato con preposizioni/posposizioni, ecc.

##### Avverbiale
Questo caso viene usato per descrivere un verbo o il modo come è fatta l'azione descritta da un verbo:
Жыгхэр сатыруы хэсаф. (ʝəγxar sātərwə xasāʃ.)
albero-pl.-NOM fila-AVV piantare-pret.-affermativo
Essi piantavano gli alberi in filari.

### Verbi
Il sistema verbale cabardo è molto complesso. Il verbo di solito va posto alla fine della frase.

#### Infinito
L'infinito termina in -н (-n).

#### Posizione
I mutamenti nel verbo prendono il ruolo di preposizioni.

##### Coniugazione
Nella tabella si può vedere la coniugazione posizionale di alcuni verbi, che mostrano come i mutamenti radicali indichino la posizione:
|                           | sta          | siede        | giace         |
| Posizione corporea/posa   | щыт (ʃət)    | щыс (ʃəs)    | щылъ (ʃəɬ)    |
| Su                        | тет (tajt)   | тес (tajs)   | телъ (tajɬ)   |
| Sotto                     | чIэт (cç'at) | чIэс (cç'as) | чIэлъ (cç'aɬ) |
| Tra                       | хэт (xat)    | хэс (xas)    | хэлъ (xaɬ)    |
| Dentro qualche superficie | дэт (dat)    | дэс (das)    | дэлъ (daɬ)    |
| dietro                    | ут (wət)     | yc (wəc)     | улъ (wəɬ)     |

Esempi:
щыт - sta(re) (come una posa);
ут - sta(re) (dietro);
чIэт - sta(re) (sotto) ecc.

## Dialetti
- Cabardo
  - Cabardo occidentale
    - Kuban'
    - Kuban'-Zelenčuk (circasso)

  - Cabardo centrale
    - Baksan (base per la lingua letteraria)
    - Malka

  - Cabardo orientale
    - Terek
    - Mozdok
- Besleney